# INREV
Die European Association for Investors in Non-Listed Real Estate Vehicles (INREV) ist eine gemeinnützige Vereinigung mit Sitz in den Niederlanden, die die Interessen von Anlegern am europäischen Markt für nicht-börsennotierte Immobilienfonds wahrnimmt.
Ziele von INREV sind nach eigenen Angaben Transparenz, Professionalität und Best Practice bei nicht-börsennotierten Immobilienfonds zu verbessern und für Investoren zugänglicher und attraktiver zu machen. INREV fördert den Wissensaustausch der Mitglieder, setzt sich für die Definition und Entwicklung professioneller Standards ein und bietet Dienstleistungen sowie Schulungen für Anleger an, die an diesem Marktsegment interessiert sind. Die Non-Profit-Organisation unterhält Büros in Amsterdam und Brüssel und versorgt die Mitglieder mit Forschungs- und Marktinformationen.
Vorsitzende ist derzeit Marieke van Kamp, Head of Real Estate & Alternatives bei der NN Group.
INREV gibt seit 2012 jedes Jahr den Investment Intentions Survey heraus, eine Umfrage zu den Investitionsabsichten europäischer nicht-börsennotierte Immobilienfonds in den kommenden zwei Jahren. Die Umfrage ist ein gemeinsames Forschungsprojekt von ANREV (Asian Association for Investors in Non-Listed Real Estate Vehicles), INREV und PREA (Pension Real Estate Foundation) und wird in der Branche stark beachtet.
INREV erstellt mit dem INREV-Index, einen Performance-Index für europäische, nicht-börsennotierte Immobilienfonds, die über 90 Prozent ihrer Investitionen in Europa tätigen. Der INREV-Index ist auf Bloomberg gelistet. Er misst vierteljährlich die jährliche auf dem Nettoinventarwert basierende Performance der Fonds.
INREV ist Mitglied beim europäischen Thinktank CEPS und beim europäischen Immobilien Forum EREF.
Die Organisation ist seit dem 29. März 2011 im Transparenz-Register der EU mit der Registriernummer 47748145557-46 eingetragen.

## Mitglieder
INREV hat über 460 Mitglieder, darunter führende institutionelle Anleger wie Allianz Real Estate, Generali Real Estate, GIC Real Estate, sowie Fondsmanager, Fondsinitiatoren, Berater sowie Universitäten (u. a. University of Washington, University of Ulster, University of Cambridge, Wirtschaftsuniversität Krakau, CUREM der Universität Zürich) und Forschungseinrichtungen (z. B. Institut der deutschen Wirtschaft und IREBS (Institut für Immobilienwirtschaft) der Universität Regensburg)